# Michel Idoux
Michel Idoux (né le 31 octobre 1953 à Marseille) est un joueur français de water-polo en activité dans les années 1980.

## Biographie
Joueur du Cercle des nageurs de Marseille, il fait partie de l'équipe de France participant au tournoi des Jeux olympiques d'été de 1988 à Séoul qui termine à la 10e place.